# Dicliptera brasiliensis
Dicliptera brasiliensis là một loài thực vật có hoa trong họ Ô rô. Loài này được Spreng. mô tả khoa học đầu tiên năm 1821.